# Glyphocassis
Glyphocassis  (лат.) — род жуков щитоносок (Cassidini) из семейства листоедов. Восточная и Южная Азия. 3 вида в двух подродах.
Тело уплощённое. Голова сверху не видна, так как прикрыта переднеспинкой. Растительноядная группа, питаются растениями различных родов семейства Вьюнковые (Convolvulaceae): Calystegia, Convolvulus, Ipomoea, Merremia.
- Подрод Hebdomecosta Spaeth, 1915
  - Glyphocassis lepida (Spaeth, 1914)
  - Glyphocassis spilota (Gorham, 1885)
- Подрод Glyphocassis s. str.
  - Glyphocassis trilineata (Hope in Gray, 1831)